# Buba Samura
Buba Samura († 6. Januar 2001 bei Sinchu Yero im Distrikt Fulladu West) war Politiker im westafrikanischen Staat Gambia.

## Leben
| Parlamentswahl | Stimmen | Stimmanteil |
| -------------- | ------- | ----------- |
| 1992           | 1.191   | 28,83 %     |

| Parlamentswahl | Stimmen | Stimmanteil |
| -------------- | ------- | ----------- |
| 1997           | 1.412   | 50,63 %     |

Bei den Parlamentswahlen 1992 trat er als Parteiloser im Wahlkreis Eastern Kiang (Kiang East) an. Er konnte sich nicht gegen seinen Gegenkandidaten Wally S. M. Sanneh (PPP) behaupten.
Bei den folgenden Parlamentswahlen 1997 trat er als Kandidat der United Democratic Party (UDP), deren Gründungsmitglied er war, zur Wahl an und konnte er den Wahlkreis erfolgreich gegen den Gegenkandidaten Ansumana Sanneh von der Alliance for Patriotic Reorientation and Construction (APRC) mit einer knappen Stimmenmehrheit für sich gewinnen.
Samura kam bei einem Verkehrsunfall im Januar 2001 auf der South Bank Road zwischen Fula Bantang und Yero Beri Kunda zusammen mit seinen Parteigenossen Abou Karamba Kassamba ums Leben. Der Verstorbene wurde nach Brikama zur Bestattung überführt. Die beiden oppositionelle Abgeordnete wurden vom Staat nicht mit einem Staatsakt geehrt, was für Verstimmung bei Angehörigen, Parteigenossen und in der Bevölkerung gesorgt hatte.